# Oberfeldarzt (Bundeswehr)
Oberfeldarzt (dobesedno nemško Nadpoljski zdravnik; okrajšava: OFArtz; kratica: OFA) je specialistični častniški čin za sanitetne častnike zdravniške oz. zobozdravniške izobrazbe v Heeru in Luftwaffe. Sanitetni častniki farmacije nosijo čin Oberfeldapothekera (Heer/Luftwaffe) oz. Flottillenapothekera (Bundesmarine) in veterinarji nosijo čin Oberfeldveterinärja (Heer); čin je enakovreden činu podpolkovnika (Heer in Luftwaffe) in činu Flottillenarzta/kapitana fregate (Marine).
Nadrejen je činu Oberstabsarzta in podrejen činu Oberstarzta. V sklopu Natovega STANAG 2116 spada v razred OF-4, medtem ko v zveznem plačilnem sistemu sodi v razred A15.

## Oznaka čina
Oznaka čina je enaka oznaki čina podpolkovnika, pri čemer imajo na vrh oznake dodane še oznake specializacije:
- zdravniki: Eskulapova palica (dvakrat ovita kača okoli palice);
- zobozdravnik: Eskulapova palica (enkrat ovita kača okoli palice).

Oznaka čina sanitetnega častnika Luftwaffe ima na dnu oznake še stiliziran par kril.